# 山口県道64号萩三隅線
山口県道64号萩三隅線（やまぐちけんどう64ごう はぎみすみせん）は、山口県萩市から長門市に至る県道（主要地方道）である。

## 概要
萩市御許町の国道191号から分岐し、萩駅方面へと向かう。橋本川に沿って萩駅前、萩市民病院入口、玉江駅前を経て日本海に抜ける。そのまま日本海沿いに通る山陰本線に併走し、三見駅前、飯井駅前を経て長門市三隅中の国道191号交点までを結ぶ。
なお、萩市玉江から飯井の間は萩市三見付近を除いて道幅が非常に狭く、大型車の通行は困難。
2008年（平成20年）2月23日、萩市三見にてバイパスが完成してルートを変更、同日開通の萩・三隅道路（山陰自動車道）と接続している。

### 路線データ
- 起点：萩市御許町（国道191号交点・御許町交差点）
- 終点：長門市三隅中（国道191号交点・三隅バイパス入口）

## 歴史
- 1993年（平成5年）5月11日 - 建設省から、県道萩三隅線が萩三隅線として主要地方道に指定される[1]。

## 路線状況

### 重複区間
- 山口県道293号萩長門峡線（萩市御許町・御許町交差点 - 萩市椿・椿町交差点）

## 地理

### 通過する自治体
- 萩市
- 長門市

### 交差する道路
- 国道191号（萩市御許町・御許町交差点、起点）
- 山口県道293号萩長門峡線（萩市椿・椿町交差点）
- 国道191号連絡路（萩市山田・玉江交差点） - 国道191号玉江橋西詰交差点と連絡
- 山口県道296号三見停車場三見市線（萩市三見）
- 山陰自動車道（国道191号萩・三隅道路）明石IC（萩市三見明石）
- 国道191号（長門市三隅中、終点）